# Nagréongo
Nagréongo è un dipartimento del Burkina Faso classificato come comune, situato nella Provincia di Oubritenga, facente parte della Regione dell'Altopiano Centrale.
Il dipartimento si compone del capoluogo e di altri 18 villaggi: Baadnogo, Gondogo, Kolokom, Laongo-Taoré, Linoghin, Malgrétenga, Nahartenga, Napamboumbou, Pengdwendé, Sarogo, Satté, Signoghin, Tamanéga, Tanvoussé, Toghin-Bangré, Watinooma, Wavoussé e Youtenga.